# Brueelia delicata
Brueelia delicata är en insektsart som först beskrevs av Nitzsch in Giebel 1866.  Brueelia delicata ingår i släktet draklöss, och familjen fjäderlöss. Inga underarter finns listade i Catalogue of Life.